# Palatul de Justiție din Craiova
Palatul de Justiție din Craiova este un monument istoric aflat pe teritoriul municipiului Craiova.

## Istoric
Universitatea din Craiova este situată în zona centrală a orașului și inițial a fost construită pentru a fi Palat de Justiție. Proiectarea clădirii a fost atribuită, multă vreme, renumitului arhitect român Ion Socolescu. În fapt a în anul a fost ridicată între anii 1891-1894 după planurile arhitectului român Filip Muntureanu, lucrările de construcție fiind dirijate de celebrul arhitect francez Albert Galleron.
Pe locul unde este situată inițial clădirea a existat Biserica Gănescu, ctitorită în secolul al XVIII-lea de către stolnicul Barbu Zătreanu Gănescu. În anul 1863 lăcașul de cult și-a pierdut proprietățile, odată cu secularizarea averilor mănăstirești.

## Galerie

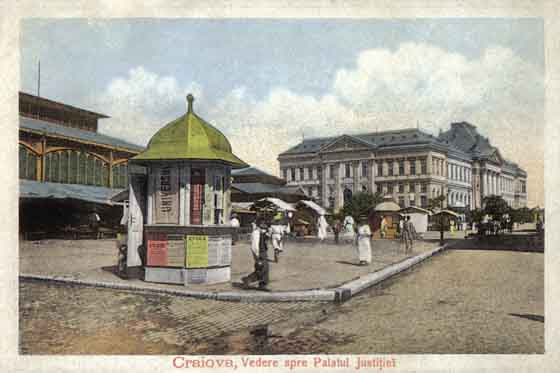
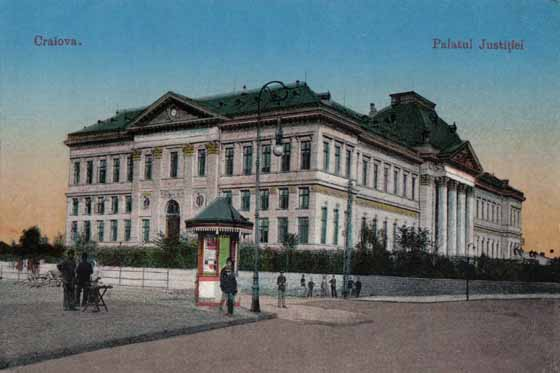
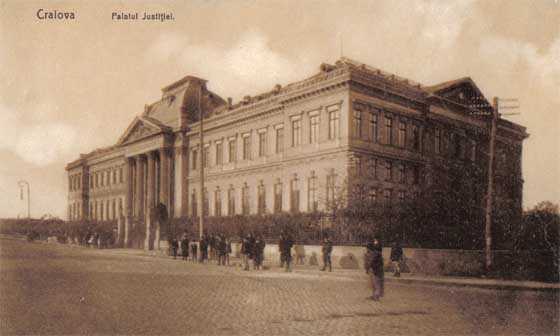
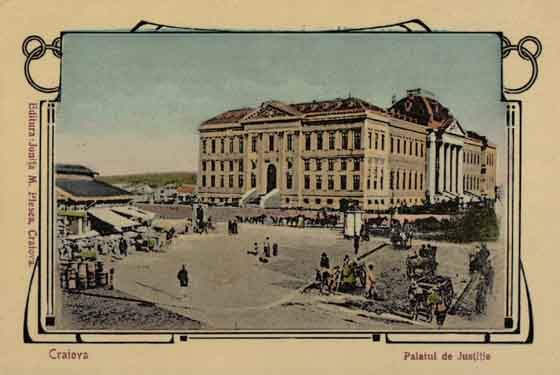
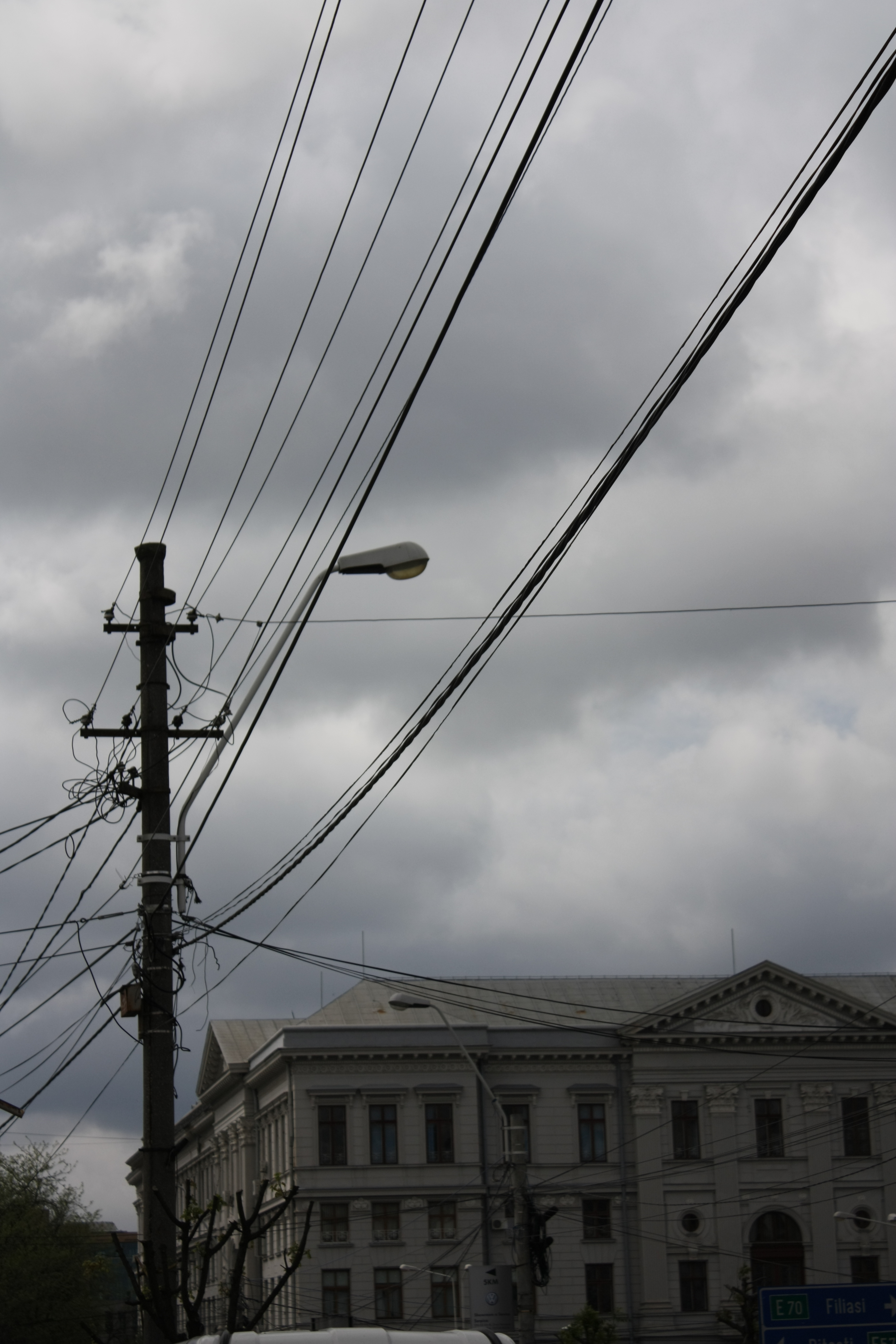
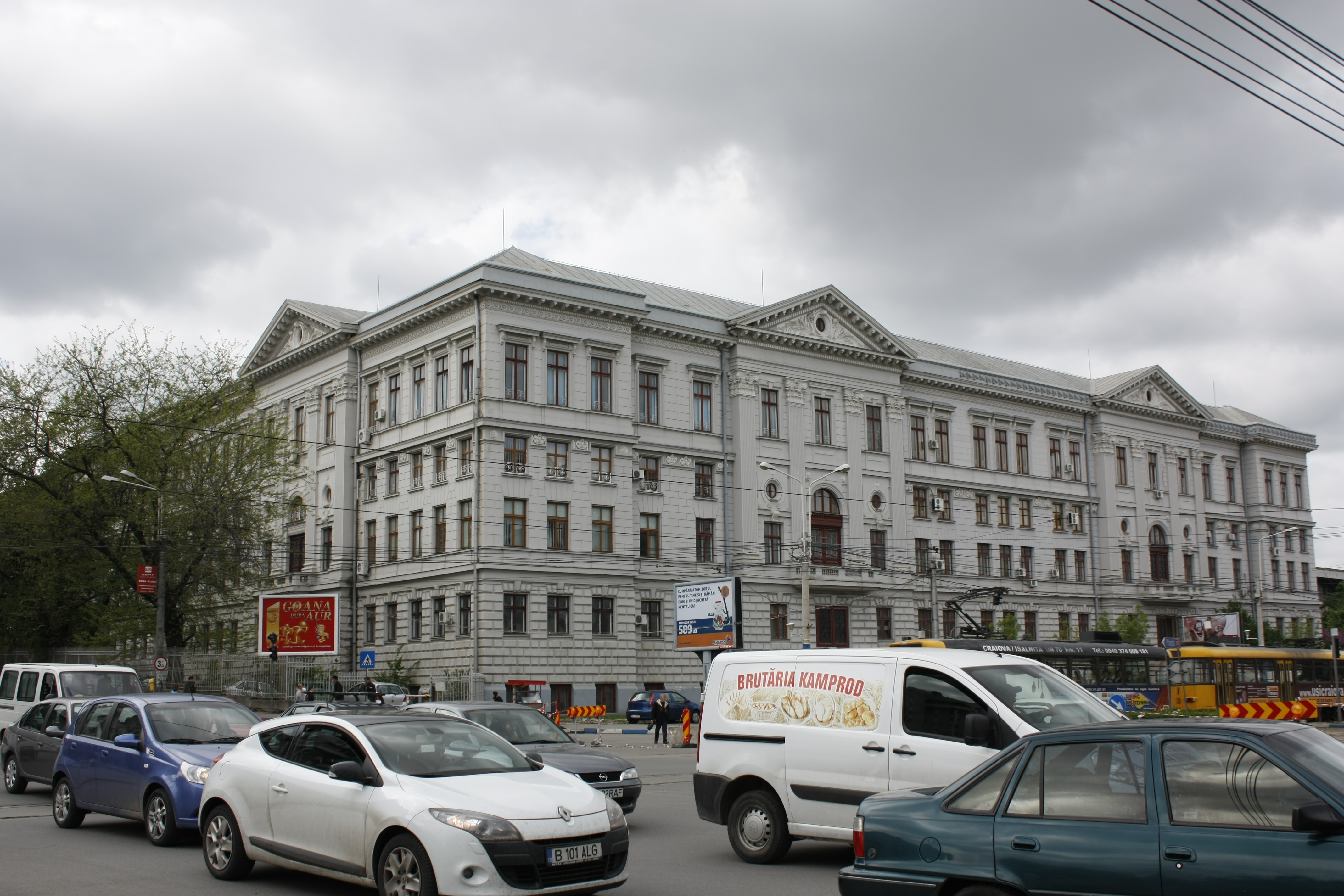
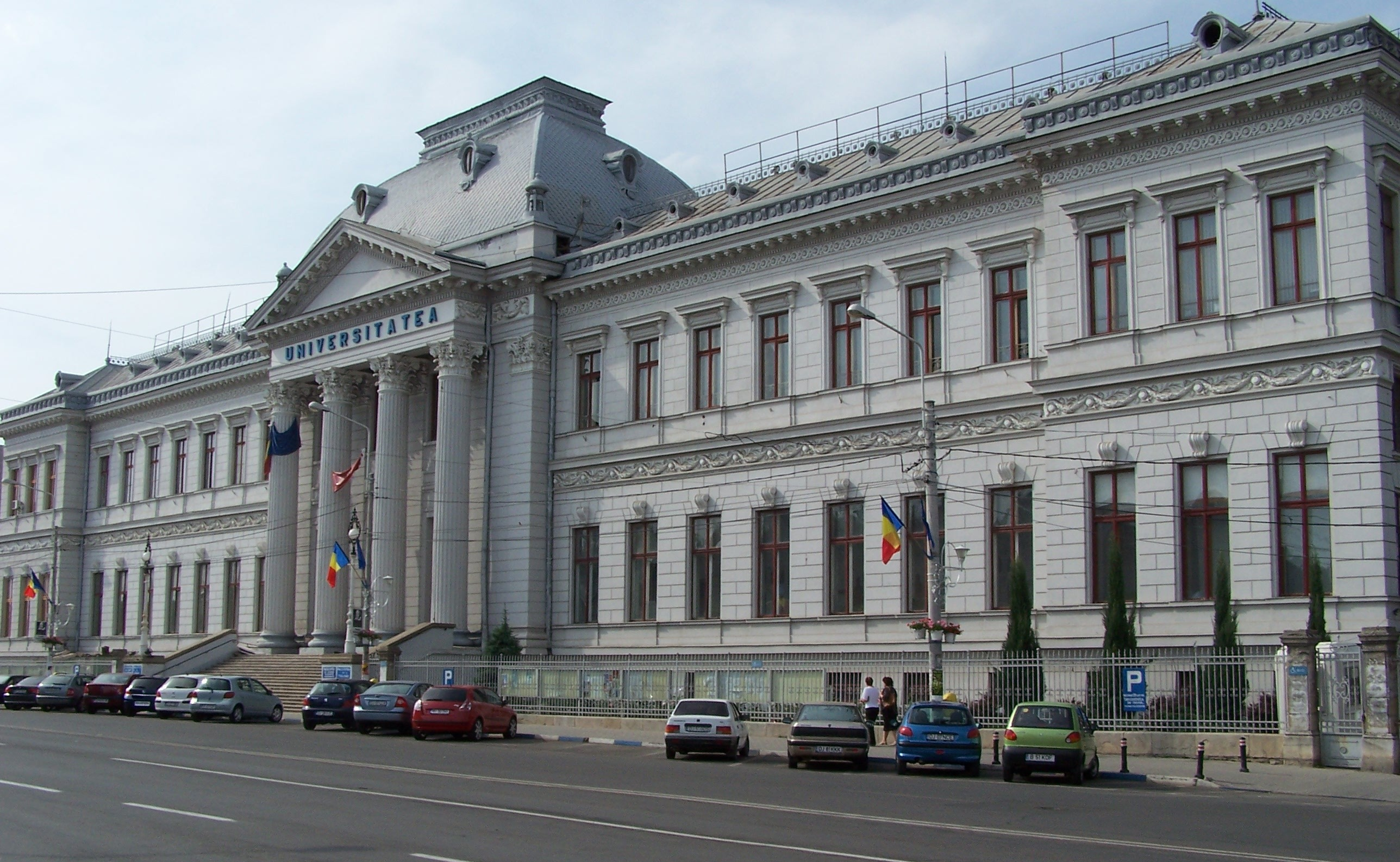
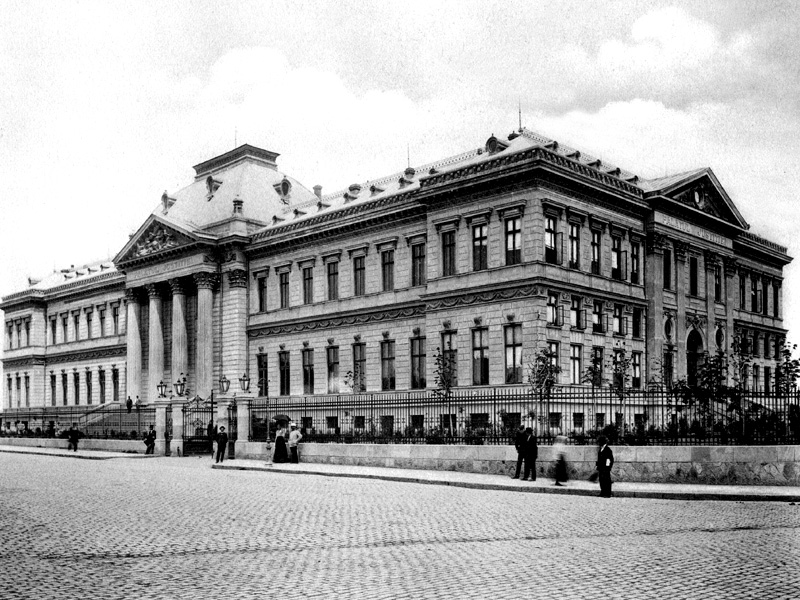